# Dominique Stroobant
Dominique Stroobant (Anversa, 1947) è un fotografo e scultore belga.

Dominique Stroobant (2017).

Dal 1970 vive a Carrara, dove risiede e lavora nel piccolo borgo di Miseglia.

## Scultura
Nel 1972 creò con Kenneth Davis e Philippe Toussaint il gruppo Floating Stones. Nel 1976 iniziò la sua collaborazione con l'impresa Biselli, uno dei primi due a taglio di granito sin dagli anni Cinquanta a Carrara. Ha lavorato con Max Bill. Tra le sue opere più importanti bisogna citare la scultura Kontinuität di Francoforte sul Meno. È stato un amico e collaboratore dell'artista Jef Verheyen, che fece parte del gruppo artistico internazionale Zero.
Nel 1988 ha scolpito un memoriale per le vittime dell'incidente minerario del 1956 di Marcinelle, all'interno del sito della miniera di carbone.
Nei primi anni di attività, Stroobant si era concentrato principalmente per l'indagine sul riutilizzo dei materiali industriali, ma in seguito ha sviluppato la sua attenzione sui temi politici e filosofici. Un altro aspetto cruciale della sua attività è anche il ruolo e l'importanza che possono avere i principi scientifici nell'arte.

## Fotografia
Con Paolo Gioli è stato uno dei fotografi che ha studiato, sviluppato e diffuso la fotografia a foro stenopeico in Europa. Nel 1977 ha documentato con la sua fotocamera stenopeica il movimento del sole, ma passeranno dieci anni perché si crei un contatto col fondatore di Pinhole Resource, Eric Renner.
L'interesse per la fotografia stenopeica può essere nato in Stroobant, come scrive lui stesso, nel costruire una meridiana. Mentre lavorava sulla meridiana in pietra, si pose questa domanda semplice ma sorprendente: "Che cosa vede una meridiana?" Per Stroobant, questo era l'inizio di un viaggio emozionante nel mondo della fotografia stenopeica. Per lui, il dovere di un artista è quello di sondare l'ignoto e, in questa ricerca,  perfino la possibilità di fallire è una componente essenziale. 
Nel suo lavoro e nel contesto di un nuovo apprezzamento per la lentezza, dobbiamo menzionare le prove di Stroobant in cui ha prolungato il tempo di esposizione da un giorno all'incredibile intervallo di sei mesi. Il risultato fu una serie di fotografie che mostrano il percorso del Sole davanti alla sua finestra nelle varie stagioni. Il lento processo di incisione dell'immagine nel materiale è la connessione tra la fotografia a foro e la scultura. La luce e lo strumento lasciano entrambi i segni. Inoltre, entrambe le tecniche richiedono una pianificazione metodica secondo criteri scientifici al fine di ottenere risultati rilevanti, verificabili e in linea di massima anche ripetibili.
Nel 2002 ha preso parte alla prima rassegna internazionale di fotografia stenopeica realizzata in Europa: Senza Obiettivo. La mostra, curata da Mauro Tozzi e Alessandro Mlach, si è tenuta a Siena presso il museo del Santa Maria della Scala. Stroobant, oltre alle sue immagini in mostra, ha realizzato il foro variabile per una camera oscura di 3x3 metri utilizzata per visite guidate a studenti ed appassionati. In catalogo, Stroobant ha pubblicato il lungo saggio "Un contributo allo studio dell'immagine per diffrazione". L'anno successivo la mostra è stata esposta a Roma alla Temple University.
Nel 2013 è stato il moderatore della tavola rotonda "Visivi. La fotografia attraverso i linguaggi contemporanei", tenutasi a Firenze a cura degli Alinari.
Nel 2016 ha preso parte a Slow Photo, Festival della fotografia stenopeica di Massa Marittima.

## Vita privata
Ha sposato nel 1973 la sudafricana Mymona "Mona" Johnson ed ha avuto due figli. La moglie è deceduta nel 1998.

## Documentari
- Behind these Stones (Dietro i sassi), documentario presentato alla 37ª edizione della Biennale di Venezia, a cura del Ministero belga per l'Arte (1976)[9]